# David Duchovny
David William Duchovny (Nova Iorque, 7 de agosto de 1960) é um actor, escritor, produtor, romancista e letrista norte-americano, famoso pelo seu papel na série de televisão The X-Files (Ficheiros Secretos (português europeu) ou Arquivo X (português brasileiro)), no qual interpretava o agente especial do FBI Fox Mulder, Hank Moody em Californication. e Denise Bryson em Twin Peaks e Twin Peaks (série de 2017).

## Biografia

### Primórdios
David William Duchovny é filho de Margaret, uma professora e administradora escolar e do escritor judeu Amram Ducovny (1927-2003). que trabalhou para o American Jewish Committee. Os seus avós eram imigrantes judeus da Rússia e a sua mãe uma emigrante Luterana da Escócia. O seu pai retirou o h do seu último nome, Ducovny, para evitar os erros de pronúncia quando serviu no exército. Em polonês, duchowny significa "clérigo".

### Educação
Duchovny começou a estudar no Grace Church School e frequentou o liceu The Collegiate School (onde ele e John F. Kennedy, Jr. foram colegas de classe), ambos em Manhattan.
Graduou-se (Bachelor of Arts - BA) pela Universidade Princeton em 1982 em literatura inglesa. Em 1982 a sua poesia recebeu uma menção honrosa pela Academy of American Poets. O título da sua tese foi The Schizophrenic Critique of Pure Reason in Beckett's Early Novels. Obteve o mestrado (Master of Arts - MA) também em literatura inglesa na Universidade de Yale e subsequentemente iniciou o doutoramento com base na tese Magic and Technology in Contemporary Poetry and Prose que no entanto até ao momento, se mantém inacabado.

### Vida pessoal
Duchovny casou-se com a actriz Téa Leoni a 6 de maio de 1997. Em 24 de abril de 1999, Téa deu à luz uma filha, Madelaine West Duchovny. Depois, a 15 de junho de 2002, David foi pai de Kyd Miller Duchovny. A família Duchovny mudou-se de Malibu, Los Angeles para uma mansão em New York, em 2009. A mãe de David Duchovny continua morando com a família. em 1996, a People nomeou-o como uma das 50 pessoas mais bonitas
Em 28 de agosto de 2008, Duchovny anunciou que se tinha auto-internado numa clínica de reabilitação para se tratar de problemas de vicio sexual.

Quando não está a trabalhar em televisão ou cinema, prefere passar o seu tempo livre a nadar, praticar boxe, jogar basquetebol ou a praticar ioga. David Duchovny é tri-atleta e participa activamente de triatolos de beneficência em Los Angeles.

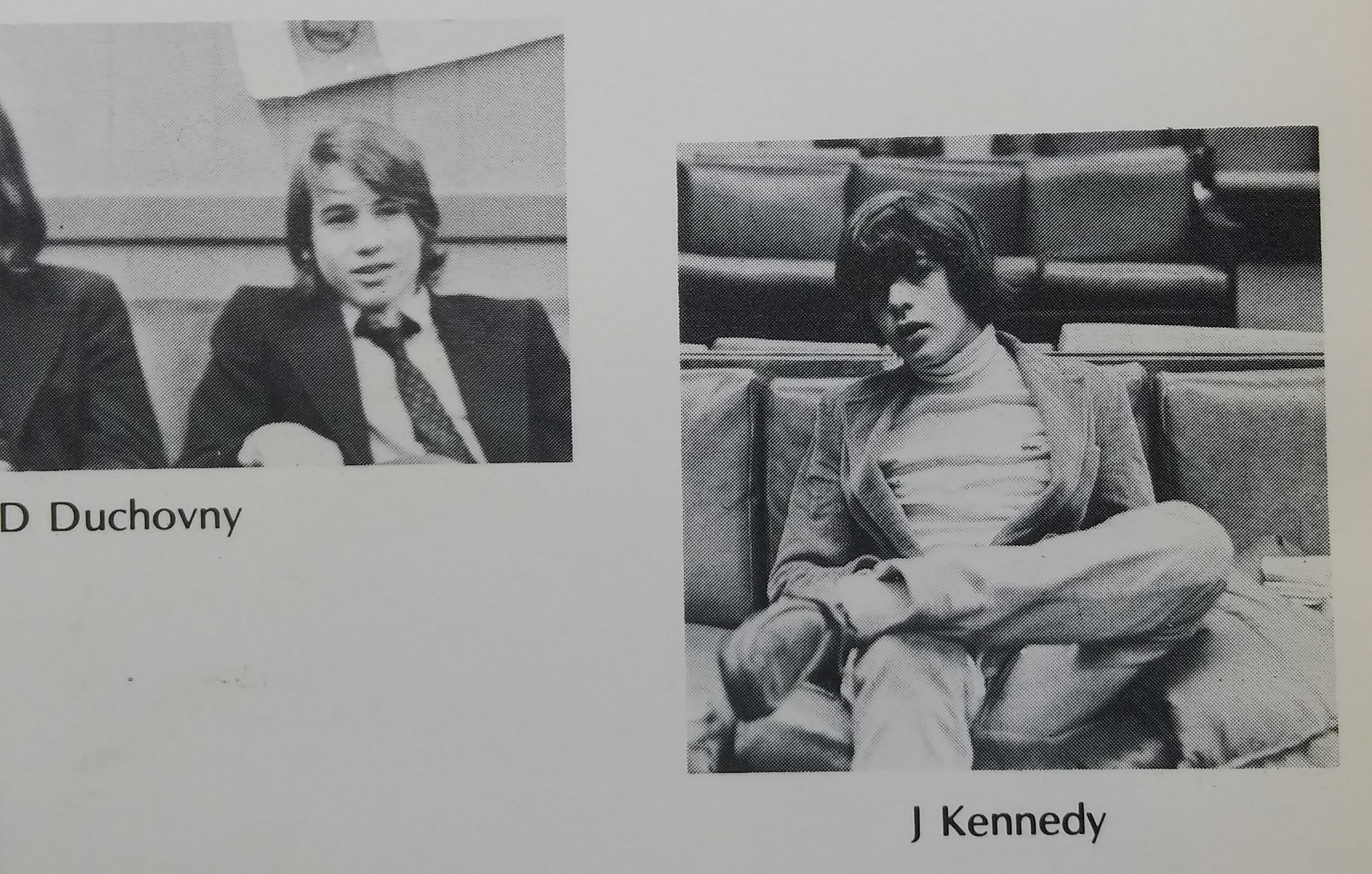
Fotos adjacentes de Duchovny e JFK Jr. quando tinham 14 anos, no anuário de Collegiate School, 1975

## Carreira
Duchovny participou de anúncios publicitários e em vários filmes no seu início de carreira. Um de seus primeiros trabalhos foi o papel de Denise Bryson, o detective travesti de "Twin Peaks", a "avançada" série para a televisão de David Lynch. Mas a sua carreira receberia um enorme impulso, ao ser escolhido como o actor principal para a série de televisão, The X Files, no papel do agente especial Fox Mulder. Ao se tornar a estrela desta série de sucesso internacional, foi indicado cinco vezes para o prémio Emmy de Actor Principal em Série Dramática, além de haver sido indicado ao prémio de Melhor Actor Convidado em Série Cómica pela sua participação no "The Larry Sanders Show". Em 1997, venceu o Globo de Ouro como Melhor Actor em Série Dramática, tendo sido indicado para três edições deste prémio, três Guild Awards para actores de cinema e um TV Critic's em Série Dramática. David Duchovny ganhou o prestigiado American Comedy Award, pela sua participação no programa Larry Sanders Show e ganhou o segundo Globo de Ouro da sua carreira, como actor cómico, por Californication.
Desde a estreia de "Ficheiros secretos", os fãs, auto-proclamados "X-Philes" (no Brasil, conhecidos como Arquivo-X; nos Estados Unidos incluem a facção feminina "Brigada Heterogénea David Duchovny", ou DDEB na sigla em inglês) têm acompanhado com antecipação o seu herói, o Agente Especial Fox Mulder, que armado apenas com uma fé imortal na existência do inexplicável, tem explorado casos considerados inacreditáveis ou inexplicáveis pelo FBI. Registros visuais de OVNIs, abduções alienígenas, possessão, vudu, feitiçaria, para Mulder, não há linha divisória entre o que é possível e o impossível. A performance de Duchovny em "Ficheiros secretos" tem-lhe valido os títulos de "Ícone Zeitgeist" dado por Laura Roberts, no jornal The New Republic, e "o primeiro símbolo sexual da Internet com cabelo", por Maureen Dowd no The New York Times.
Durante a temporada 1998-99, Duchovny adicionou o papel de realizador à sua já extensa lista de realizações quando escreveu e realizou um episódio de "Ficheiros secretos" aclamado pela crítica intitulado "The Unnatural". No ano seguinte, escreveu e realizou outro episódio aclamado pela crítica intitulado "Hollywood AD", com Téa Leoni, a sua esposa e Gary Shandling. Em 2004, escreveu, atuou e dirigiu o filme House of D, com Robin Williams.
Além da participação especial de Duchovny nos episódios finais de The Larry Sanders Show, o que lhe permitiu não só mostrar as suas habilidades cômicas, mas também ganhar um American Commedy Award, ele apareceu por três vezes no "Saturday Night Live", apresentando o final da temporada 1998-99. Participou como convidado especial da série Sex And the City e como realizador do episódio 211, "Judas on a Pole" na segunda série de Bones.
Duchovny também passou quatro temporadas como o emotivo narrador da série de TV de antologia erótica "Red Shoes Diaries", de Zalman King (realizador de "Nove Semanas e Meia" e "Perfume de Orquídea").
Uma paixão por filmes fora do comum trouxe-lhe a aclamação da crítica pelas suas participações nas produções "Kalifornia", na qual ele contracena com Brad Pitt e Juliette Lewis, O Juízo Final ("The Rapture"), o controverso filme dirigido por Michael Tolkin, no qual ele contracena com Mimi Rogers (com quem voltaria a contracenar na série "Ficheiros secretos"), e "Julia Has Two Lovers", no qual realizou uma performance pioneira como um utilizador de sexo por telefone. Duchovny fez o papel de Roland "Rollie" Totheroh, o câmera-man e antigo confidente de Charlie Chaplin no filme dirigido por Sir Richard Attenborough, "Chaplin" e teve um papel secundário em "Beethoven", contracenando com Charles Grodin.
Duchovny passou o verão de 1999 a filmar a comédia romântica Return to Me, na qual contracena com Minnie Driver e Bonnie Hunt, também realizadora. As suas actuações em outros filmes incluem Playing God, dirigido pelo premiado realizador de TV a cabo Andy Wilson e contracenando com Timothy Hutton e Angelina Jolie, a versão para o cinema de "Ficheiros secretos", com o título The X-Files: Fight the Future, dirigida por Rob Bowman, e Trust the Man, em que voltaria a contracenar com Julianne Moore (a primeira vez foi em Evolução. David filmou O Segredo e The Tv Set (Um elenco do Barulho) e The Joneses (Um Amor de Contrato) com  lançamento previsto para novembro de 2010.
A sua série Californication está na quarta temporada nos Estados Unidos e foi vendida para todo o mundo. Duchovny, além de produtor executivo, interpreta Hank Moody, um escritor que tenta recuperar o amor da ex-mulher. David também dirige todos os primeiros episódios de cada temporada.
David Duchovny estreou no Teatro em NY. The Break of Noon, uma peça de Neil LaBute foi a escolhida pelo ator para a sua estreia no teatro off-Broadway. A peça teve sua temporada estendida devido ao grande sucesso de público. A sua ex-colega em Arquivo x 2, a atriz Amanda Peet, também participa da peça.

## Prêmios e nomeações

### Emmy Award
- 1997 – Nomeado – Outstanding Guest Actor in a Comedy Series – The Larry Sanders Show
- 1997 – Nomeado – Outstanding Lead Actor in a Drama Series – The X-Files
- 1998 – Nomeado – Outstanding Lead Actor in a Drama Series – The X-Files
- 2003 – Nomeado – Outstanding Guest Actor in a Comedy Series – Life with Bonnie

### Globos de Ouro
- 1996 – Nomeado – Best Performance by an Actor in a Television Series – Drama – The X-Files
- 1997 – Vencedor – Best Performance by an Actor in a Television Series – Drama – The X-Files
- 1998 – Nomeado – Best Performance by an Actor in a Television Series – Drama – The X-Files
- 2008 – Vencedor – Best Performance by an Actor in a Television Series – Musical or Comedy – Californication
- 2009 – Nomeado – Best Performance by an Actor in a Television Series – Musical or Comedy – Californication
- 2010 – Nomeado – Best Performance by an Actor in a Television Series – Musical or Comedy – Californication

## Filmografia
| Ano  | Filme                                | Papel                                 | Notas                                                                   |
| ---- | ------------------------------------ | ------------------------------------- | ----------------------------------------------------------------------- |
| 1988 | Working Girl                         | Amigo de Tess na festa de aniversário |                                                                         |
| 1989 | New Year's Day                       | Billy                                 |                                                                         |
| 1990 | Denial                               | John                                  |                                                                         |
| 1990 | Bad Influence                        | Cliente do clube com óculos           |                                                                         |
| 1991 | Twin Peaks                           | Agente da DEA, Denise/Dennis Bryson   | Série TV                                                                |
| 1991 | Julia Has Two Lovers                 | Daniel                                | BR: Julia e seus dois amantes                                           |
| 1991 | Don't Tell Mom the Babysitter's Dead | Bruce                                 | BR: Viva! A babá morreu!                                                |
| 1991 | The Rapture                          | Randy                                 | BR: O Juízo Finala                                                      |
| 1992 | Ruby                                 | Delegado Tippit                       | BR: Caso Kennedy - Uma conspiração                                      |
| 1992 | Beethoven                            | Brad                                  |                                                                         |
| 1992 | Baby Snatcher                        | David Anderson                        | Filme TV                                                                |
| 1992 | Red Shoe Diaries                     | Jake Winters                          | Série TV (1992 - 1997) e filme BR: Diário Íntimo                        |
| 1992 | Venice/Venice                        | Dylan                                 |                                                                         |
| 1992 | Chaplin                              | Rollie Totheroh                       |                                                                         |
| 1993 | Kalifornia                           | Brian Kessler                         | BR: Uma viagem ao inferno                                               |
| 1993 | The X-Files                          | FBI Special Agent Fox Mulder          | Série TV (1993 - 2002) (2016 - )                                        |
| 1995 | Saturday Night Live                  | Convidado                             | Episódio 386, 13 de maio de 1995                                        |
| 1996 | Space: Above and Beyond              | Alvin EL 1543 aliás "Handsome Alvin"  |                                                                         |
| 1997 | The Simpsons                         | FBI Special Agent Fox Mulder          | Série TV (episódio: "The Springfield Files")                            |
| 1997 | Playing God                          | Dr. Eugene Sands                      | BR: Brincando com a morte                                               |
| 1998 | The X-Files: Fight the Future        | FBI Special Agent Fox Mulder          | BR: Arquivo X: O filme                                                  |
| 1998 | Saturday Night Live                  | Convidado                             | Episódio 446, 9 de maio de 1998                                         |
| 2000 | Return to Me                         | Bob Rueland                           | BR: Feitiço do Coração                                                  |
| 2001 | Evolução                             | Dr. Ira Kane                          |                                                                         |
| 2001 | Zoolander                            | J.P. Prewitt                          |                                                                         |
| 2002 | Full Frontal                         | Bill/Gus                              |                                                                         |
| 2003 | Sex and the City                     | Jeremy                                | Série TV séries (episódio: "Boy, Interrupted")                          |
| 2004 | Connie and Carla                     | Jeff                                  | BR: As rainhas da noite                                                 |
| 2004 | House of D                           | Tom Warshaw                           | Diretor (Realizador) e Roteirista(argumentista) BR: Reflexos da Amizade |
| 2005 | Trust the Man                        | Tom                                   | BR:Totalmente Apaixonados                                               |
| 2006 | Pedigree Petfoods                    | Voz                                   | "We're for dogs" ad campaign                                            |
| 2006 | Queer Duck: the Movie                | Tiny Jesus                            | BR: Queer Duck: O filme                                                 |
| 2006 | The TV Set                           | Mike Klein                            |                                                                         |
| 2007 | Things We Lost in the Fire           | Brian Burke                           | BR: Coisas que perdemos pelo caminho                                    |
| 2007 | The Secret (AKA Si j'étais toi)      | Dr. Benjamin Marris                   | BR: O segredo                                                           |
| 2007 | Californication                      | Hank Moody                            | Série TV (2007 - 2014)                                                  |
| 2008 | The X-Files: I Want to Believe       | Fox Mulder                            | Terminado em 11 de março de 2008. Lançado em 25 de junho de 2008        |
| 2010 | The Joneses                          | Steve                                 | BR: Amor por contrato                                                   |
| 2012 | Goats                                |                                       |                                                                         |
| 2017 | Twin Peaks: The Return               | Denise Bryson                         | Série TV (episódio: "Part 4")                                           |
| 2023 | You People                           | Arnold Cohen                          | Original Netflix                                                        |

## Discografia
- 2015 - Hell or Highwater;
- 2018 - Every Third Thought.